# Falmouth (Massachusetts)
Pour les articles homonymes, voir Falmouth.
Falmouth est une ville des États-Unis. Elle se situe dans l'État américain du Massachusetts, sur le cap Cod.
L'acteur Casey Affleck y est né.